# Carl Robert Lamm
Carl Robert Lamm, född den 4 augusti 1856 i Stockholm, död den 12 augusti 1938 i Täby församling, Stockholms län, var en svensk ingenjör, uppfinnare, industriidkare och konstsamlare. Han tillhörde släkten Lamm, var son till Jacques Lamm, bror till Gustaf Maurits Lamm och far till växtgenetikern Robert Lamm och konsthistorikern Carl Johan Lamm.

## Biografi
Lamm genomgick Teknologiska institutet 1873-1876. 1881 övertog han ledningen för Ludwigsbergs Verkstads AB på Söder Mälarstrand i Stockholm efter sin far Jacques Lamm, som grundade företaget 1843. Ludwigsbergs verkstad byggde bland annat fyren Pater Noster, en så kallad fackverkskonstruktion som ritats av Nils Gustav von Heidenstam. Totalt byggde fabriken drygt tio så kallade Heidenstammare, möjligen tack vare att Heidenstam själv satt med i företagets styrelse. Fyren provmonterades på verkstaden i Stockholm och den var enligt Carl Robert Lamm den vackraste av alla fyrar han byggt. Lamm var själv sommarboende på Marstrand där fyren placerades.
1892 tillverkade Ludwigsbergs Verkstads AB den första svenska kylmaskinen. Den levererades till Münchenbryggeriet på Söder Mälarstrand i Stockholm. Kylmaskiner blev en av firmans främsta produkter. Ludwigsbergs Verkstads AB blev sedermera en del av Asea och överfördes senare till Stal-laval.
År 1902 köpte Carl Robert Lamm Näsby slott i Täby kommun. Slottet hade brunnit 1897 och Lamm restaurerade slottet som framför allt kom att inrymma hans enorma konstsamling. I samlingen ingick bland annat tavlor och skulpturverk, konstslöjdföremål, möbler, silver, keramik, vävda tapeter, vapen, orientaliska mattor och bronser.
Lamm lämnade sitt uppdrag som verkställande direktör för Ludwigsbergs Verkstads AB 1904. I Tekniska museets arkiv finns några av Lamms patenthandlingar, främst rörande samarbete med Gustav de Lavals arbeten med separatorn. Där finns också handlingar rörande restaureringen av Tyska kyrkans torn, Stockholm. Handlingarna är enligt museet från åren 1875 till och med 1937.
Lamm var en stor donator till Palmqvistska fonden till Stockholms befästande som uppförde Norra Fronten före och under första världskriget. Han bekostade bland annat det efter honom uppkallade "Carl Robert Lamms fort" vid Arninge.